# الدوري الأرمني الممتاز 1996–97
الدوري الأرمني الممتاز 1996–97 (بالأرمنية: Հայաստանի Բարձրագույն խումբ 1996-97)‏ هو الموسم 5 من  الدوري الأرمني الممتاز. أشرف على تنظيمه اتحاد أرمينيا لكرة القدم، وكان عدد الأندية المشاركة فيه  12، وفاز فيه بيونيك يريفان.